# Йомер Топрак
Йомер Топрак (на турски: Ömer Toprak) е турски професионален футболист, централен защитник, играч на Вердер Бремен и турския национален отбор.

## Кариера

### Клубна кариера
Прави дебюта си във футбола с екипа на Фрайбург през 2008 г. Още през първия си сезон се утвърждава като титуляр, и помага на отбора си да спечели Втора Бундеслига. От 2011 до 2017 г. е част от Байер Леверкузен.
През 2017 г. преминава в Борусия Дортмунд.
През 2019 г. преминава под наем в Вердер Бремен.  През 2020 г. Вердер го купува за постоянно. 

### Национален отбор
Първоначално Топрак представлява младежките гарнитури на Германия. Участва на Европейското първенство за младежи до 19 г. през 2008 г.
През септември 2011 г. получава първата си повиквателна за националния отбор на Турция от Гуус Хидинк. Дебюта си прави в бараж за Евро 2012 срещу Хърватия.